# مانوئل پرز گارسیا
مانوئل پرز گارسیا (انگلیسی: Manuel Pérez García؛ زادهٔ ۱۰ مهٔ ۱۹۷۹) و استادیار گروه تاریخ (دانشکده علوم انسانی) دانشگاه شانگهای جیو تانگ و از دانش‌آموختگان دانشگاه چینهوا است. او همچنین محقق برجسته دانشگاه پابلو دو اولاوید (UPO) سویل (اسپانیا) است. از سال ۲۰۱۳ تا ۲۰۱۷ وی به عنوان استادیار دانشکده مطالعات بین‌المللی، دانشگاه رنمین چین بود